# Тихмень (озеро)
Ти́хмень — озеро на севере Тверской области России, на Валдайской возвышенности. Площадь — 5,44 км², длина — 3,2 км, ширина до 2,6 км. Высота над уровнем моря — 221 метр, длина береговой линии 7,8 километра. Наибольшая глубина — 2 метра, средняя глубина 1,67 метра. Площадь водосборного бассейна — 177 км². 
В озеро в его южной части впадает речка Каменка, вытекающая из озера Каменное, находящееся в 6 километрах к югу от Тихменя. С севера из озера вытекает небольшая протока, иногда называемая речкой Тихменкой, которая через километр впадает в реку Граничная, приток Шлины, бассейн Балтийского моря.
Озеро имеет округлую форму. Происхождение моренно-аккумулятивное. Берега низкие, на западе озера — заболоченные. На берегах озера расположены несколько деревень: на севере — Дмитровка, на юго-востоке — Букино, на западе — Кузино.
Приблизительно в двух километрах от Граничного расположены два других больших озера — Серемо (на запад) и Граничное. Граничное принадлежит, как и Тихмень бассейну Балтийского моря, в то время как Серемо бассейну Селигера и Волги.
Озеро Тихмень пользуется популярностью у рыбаков, в период половодья иногда используется как начало водного похода по Граничной и Шлине.